# STAR☆jewel
『STAR☆jewel』（スタージュエル）は、2011年（平成23年）12月8日にソフト・オン・デマンドグループの37℃からBD版とDVD版の2種で発売された成人向けアダルトアニメ。
本項ではスピンオフ作品『なつみオブリビオン STAR☆jewel スタージュエル外伝』についても記述する。

## 概略
本作はアダルトビデオメーカー、ソフト・オン・デマンドの「おとなアニメプロジェクト」第1弾として制作された。アダルトアニメを大人向けエンターティンメントとして捉え、大きく企画発展していけないかという狙いで立ち上げたプロジェクトの1作目である。未解決の謎や伏線を残したまま終わっているが、これは『スター・ウォーズ エピソード4』のような、物語の前後を想像させる作りを考えてのことだという。作品がリリースされた2011年当時は、続編の構想があることを公式BLOG内で触れている。
DVDおよびBlu-rayの発売に先行し、2011年10月14日にオーディトリウム渋谷にて1日だけ劇場公開された。
成人指定（R18+）のアニメ作品が劇場公開されたのは映画『江戸川乱歩全集 恐怖奇形人間』の併映で東映が1969年（昭和44年）10月29日に全国53館の劇場で公開した『㊙劇画 浮世絵千一夜』以来42年ぶりである。
2011年12月31日開催のコミックマーケット81にて、本作の設定資料や原画など、製作過程の成果物にスタッフの解説を加えた公式資料集『the complete art of STAR☆jewel』を頒布。同人誌扱いの発行につき、一般書店で流通しなかった。

## ストーリー
神の国で罪を犯した“悪心の女神”の流刑先は、地球であった。悪心の女神たちは、地球からの脱走手段である太陽の船の動力源として、地球人の美しい心を結晶化させたジュエルを集めている。その脱走を阻止する監視役に、なつみ、めい、レイコという三女神が地球に常駐していた。
普段は地球人に紛れている女神の1人なつみは、少女の身体からジュエルを抜き取った敵のラピスを追跡。なつみは股間の陰茎をラピスに挿入して交わり、快楽でラピスの体内から押し出したジュエルを無事奪回した。女神にジュエルを奪われたラピスは昏睡状態に陥り、同胞のルビーは復讐に燃える。
ルビーの作戦でおびき出された三女神のうち、なつみが最も早く到着して交戦するが、逆に捕らわれてルビーの男根を肛門に挿入される。肛姦の激しい快感に耐えきれず、なつみの胸から徐々にジュエルの蕾が押し出されそうになった。肛内に陰茎を入れられたまま体勢を変えたなつみは、自ら勃起させた陰茎をルビーの女性器に挿入、主導権を取って逆転する。なつみはオーガズムの絶叫をあげながら多量の精液を膣内へ放出し、その強烈な勢いはルビーをも射精させた。
ルビーの胸から出てきたジュエルを回収し、自身の体内に収めたなつみは突然苦しみだす。それは人間のジュエルではなく、ルビーの双子の姉妹サファイヤの物だった。悪心の女神のジュエルは、女神たちにとって毒と同等で、なつみの身体は拒絶反応を起こしている。最初からルビーの計画通りだったのだ。遅れて現場に駆け付けたレイコは逃げたルビーを追跡、めいはなつみの救助にあたる。
レイコの攻撃で深手を負ったルビーは、自分のジュエルを抜き取ろうとするレイコが何者なのか、その正体に気付く。一方、邪悪の力に飲み込まれたなつみは性欲が抑えられず、めいを犯していた。その背後に全裸で迫って来たレイコは、なつみの女性器に挿入し、女神同士の禁忌の交わりを始める。巨根の抽挿運動に悶え狂うなつみが、絶頂の中でレイコの顔に射精すると、その胸部からは、白と黒の羽根が絡み合った不気味な柱が立ち昇っていた。膣外射精を終えた直後のレイコは、このことは本星に黙っているようにと、めいを恐ろしい形相で睨みつけた。なつみから浴びた顔の精液を拭いもせず、立ち尽くすレイコは「遂に目覚めの日が来たのね」と意味ありげな言葉をつぶやくのだった。

## 登場キャラクター

### 女神
神野なつみ（じんの なつみ）
声 - mona
悪心の女神が地球から脱走しないよう監視している三女神の一柱。赤いロングヘアでバトルスーツはオレンジ色。敵にあたるラピス、ルビーや、仲間のめい、レイコと、本編中で最もセックスの回数が多い主人公。オートバイ型の専用マシン、ジュエルライドで空を飛ぶ。敵の罠とも気が付かず、悪心の女神のジュエルを身体に採り込んで闇堕ちし、男性器でめいを強姦する。
外伝『なつみオブリビオン』でも主人公を演じ、女子高生に化けて女学院に潜入捜査を行なった。
神坂めい（かみさき めい）
声 - 春日アン
三女神の一柱。地球上ではカリフォルニアのアメリカンダイナーでウェイトレスとして働いている。緑色のセミロングヘアでバトルスーツはピンク色。ウィンドサーフィン用のセイルボードに似た専用マシン、ジュエルウインドに乗って空を飛ぶ奔放な性格の少女。
邪悪な力に飲み込まれ、自制が効かなくなったなつみにイラマチオを強要された上に、禁忌を犯す女神同士の性交相手にさせられる。
神無レイコ（かんな レイコ）
声 - 楠鈴音
三女神の一柱。地球上では旅客機のキャビンアテンダントとして働いている。3人の中で最も巨乳にして、性格は冷徹。青いショートボブヘアで、バトルスーツの色はブルー。両目とも瞳孔と虹彩以外の部分も黒く、瞳全体が黒目がちに見える。
なつみの体内に毒のジュエルを埋め込んだルビーに対し、「余計なことをしてくれた。あなたのせいで計画が狂った」と不可解な言葉を吐いた。また、なつみの身に起きたことを黙っているよう、めいを脅したり、悪心の女神のジュエルを「最初から私の物」とも言っているように、敵側との繋がりを感じさせる謎多き人物。

### 悪心の女神
ジルコン
声 - みる
悪心の女神たちの頂点に立つ人物。なつみたち敵対する女神に比べて背が低く、外見はやや幼い少女に見える。目的は女神と戦うことではないと落ち着いた口調で語り、好戦的ではないようだが、太陽の船の動力となるジュエルを配下に集めさせている。
作中では終始、両目を閉じているが、本編ラストで見開いた目は神無レイコと同じ瞳であった。
ラピス
声 - このかなみ
ジルコンの配下で本作に登場する第一の敵キャラクター。ショートヘアでボーイッシュな男装の麗人。地球人の女性めぐみとレズビアンセックスを行なっている最中に、股間から出現させた陰茎を挿入。めぐみの身体からジュエルを抜き取るものの、なつみとの戦いに敗れてジュエルを奪われた。
ルビー
声 - 緒田マリ
ジルコンの配下。女神によって倒されたラピスの復讐を誓う。なつみを捕縛して犯している最中、彼女に形勢逆転され、快感の中でジュエルを押し出されてしまう。しかしそれは最初からなつみを陥れるための罠で、同族サファイヤから提供された悪心の女神のジュエルであった。レイコの追撃の前に敗れるが、最期にレイコの正体に気付く。
サファイヤ
声 - 緒田マリ
ルビーの双子の妹。昏睡状態のラピスの性器を刺激して勃起させ、ラピスとのセックスで絶頂に達して自身のジュエルを胸から押し出す。サファイヤが自らを犠牲にして提供したジュエルは、サファイヤが手にした。
黒曜院眞百合（こくよういん まゆり）
声 - ももぞの薫
外伝に登場。普段は名門の女学院で女子高校生として過ごしている。自室に招いた多くの同級生から、セックスによってジュエルを抜き取っていた。転入生の神野なつみの正体を察していたことから、なつみの股間にある男性器を見ても動じず、フェラチオやパイズリで彼女を果てさせ、女神のジュエルを奪おうとした（→詳細は『なつみオブリビオン』 参照）。

### その他
めぐみ
声 - 逢川奈々
ラピスのレズビアンセックスを務めていた人間の女性。ラピスの女性器を舌で愛撫している最中、その股間から屹立した陰茎を挿入された快感でジュエルを押し出されてしまう。めぐみによって奪回されたジュエルを体内に戻されて目覚めた時、ラピスは悪くないと悪心の女神側をかばう態度を取った。
グレイプニル
声 - 小次狼
女神が敵を拘束、あるいは攻撃する際に使う、白蛇タイプの生体武器。
テクタイト
声 - ひうらまさこ
ジルコンが飼っているペット。小型のドラゴンやネコ科の四肢動物に変化する。

## 用語
女神（めがみ）
遥か太古の昔に地球を訪れ、人類の進化と文化に影響を与えている。自由自在に空中を飛ぶことが可能だが、より早い速度で飛行するには、なつみやめいのように、専用マシンを補助として利用する。普段は地球人の生活を送っており、女神の任務遂行時は身体にフィットしたバトルスーツ姿に変身する。任務上の行動内なら、人間界の建造物を破壊することには躊躇しない。
外見こそ美しい女性だが、男女どちらの性にも属さない、ふたなりの両性具有。女性器の陰核部分が性的興奮で勃起し、陰茎と化す。オーガズムの感覚は双方の性器で共有されるため、膣で女性の絶頂に達すると、ほぼ同時に陰茎から射精する。女神の女性器内部は、人間の女性と比べ物にならないほど気持ちが良い感触という。
本作に於ける女神の戦いとはセックスを指し、悪心の女神の体内に陰茎を挿入、絶頂感に導いて胸から押し出したジュエルを奪い取ることで決着する。ただし同胞の女神同士の性交は禁忌とされている。
悪心の女神（あくしんのめがみ）
神の国で悪事を働き、その罰として地球に流刑された女神を指す呼び名。翼が白色ではなく黒色となり、体内から発現するジュエルも、元の女神時代とは属性が変わっている。身体の構造は女神そのものと変わらないため、やはり両性具有者である。敵味方を問わず、女神たちの股間に現れる陰茎は巨根であり、勃起状態では亀頭部分がへその位置に届く。女神によってジュエルを奪われると昏睡状態となり、魂が再生するまで2千年はかかる。
なお、本作での悪心の女神側のキャラクター名は、ジルコン、ラピス、ルビー、黒曜など、全て宝石にちなんでいる。
ジュエル
人間の美しい心が結晶化した、立体的な菱形状のクリスタル。女神たちも同様の物を秘めている。性交による性的興奮の昂ぶりで、胸部から花の蕾状態で押し出され、オーガズムに達すると同時に開いた花弁の中から出現する。これを奪われた者は昏睡状態となるが、本人の胸に戻せば再び意識を取り戻す。体内からジュエルを押し出す条件は、性行為による絶頂感なので、肛門を用いるアナルセックスであっても構わない。
太陽の船（たいようのふね）
悪心の女神たちの移動要塞を兼ねた、ガレー船のような外観の巨大な乗り物。流刑に処された悪心の女神たちは、この船を使って地球を脱出し、神の星へ帰ろうとしている。最高神ジルコンも、この船の玉座にいる。異次元の狭間に隠されており、起動エネルギーには大量のジュエルを必要とする。
動力室の壁面には、これまで人間たちから抜き取った大量のジュエルが埋め込まれ、これをエネルギー源にしている。

## スタッフ
- 原作・監督・キャラクターデザイン・作画監督・原画 - よし天
- 脚本・設定協力 - 高山カツヒコ
- 演出 - 谷田部勝義
- 色彩設計：ゆずゆ
- 美術監督：Yoshihara
- 美術設定：塩沢良憲
- 総合音楽プロデューサー：金子政路
- 音響監督：金子政路、谷田部勝義
- キャスティング協力：ひょうたん倶楽部
- 背景：BIHOU
- 撮影：zyc DIGTAL
- 編集：ファルコン編集室
- 協力： SODアニメプロジェクト
- アニメーションプロデューサー：東風屋志郎
- プロデューサー：GOLDEN BOY
- アニメーション制作 - zyc
- 発売 - 37℃
- 販売 - ソフト・オン・デマンド

## 主題歌
「STAR☆jewel〜天使の消えた夜〜」（主題歌/外伝ED1）
作詞 - 金子政路 / 作曲・編曲 - K2 project / 歌 - NATSUMI（mona）
「永遠の孤独」（イメージソング/外伝ED2）
作詞 - 金子政路 / 作曲・編曲 - 忍 / 歌 - NATSUMI（mona）
「女神のスキャット」（テーマ曲/外伝挿入歌）
作曲・編曲 - 忍 / 歌 - ひうらまさこ

## なつみオブリビオン
『なつみオブリビオン』は、アダルトアニメ『STAR☆jewel』のキャラクターたちが登場するスピンオフ作品。漫画家の高遠るいが描く同名漫画を元に、COMIC MOVIEが制作された。

### 概要
女生徒の連続失踪事件が起きる全寮制女学院を舞台に、三女神の1人である神野なつみの活躍をコミカルなタッチで描く。漫画家の高遠るいが月刊誌に発表した読み切り漫画をベースに、アニメが制作された。オブリビオン（Oblivion）とは「忘却」の意味を持つ。
漫画は『STAR☆jewel なつみオブリビオン』のタイトルで『チャンピオンRED いちご』 Vol.29に掲載。遠野の漫画にデジタル彩色を施し、動画演出を加えた映像に、効果音と台詞を載せた「COMIC MOVIE」が、『なつみオブリビオン STAR☆jewel スタージュエル外伝』のタイトルで制作された。DVDは2012年3月22日、37℃からリリース。スタッフ、キャスト、主題歌は、前年発売のアダルトアニメ本編と同一である。

### ストーリー
全寮制女学院、聖マグノリア学院に通う黒曜院眞百合は、全校生徒の憧れの的。彼女の夜伽の相手として部屋に招かれることを誰もが夢見ている。眞百合を見つめ、胸が高鳴る神野なつみには悩みの種があった。性的に興奮すると、男の子のアレにしか見えないものが股間で硬くなるのだ。
ある日、なつみは眞百合に見初められ、今夜寝室に来るようにと誘われて舞い上がる。授業中に居眠りしたなつみは、異臭がするとヒソヒソ話す同級生たちの声で目を覚まし、突然早退した。おそるおそる下着を下ろすと、匂うほど濃い精液がべっとりと出ていた。眞百合とのエッチな行為を夢見ながら夢精したのだ。
眞百合の寝室でスカートをめくるよう命じられたなつみは、すでに興奮で限界まで股間が膨らんでいた。眞百合がそれを口に含み舌と唇で愛撫を始めると、なつみは初めての気持ち良さに戸惑いながら、憧れのお姉さまの口内で射精してしまう。なつみの胸からは花の蕾が現われ、それを見た眞百合の背には黒い翼が生えていた。悪心の女神の正体を現わした眞百合はジュエルを奪おうと、股間に出現した陰茎でなつみを犯し始める。
快楽の中でなつみは自分が何者かを思い出す。女生徒失踪事件を探るべく学園に潜入したものの、転入早々、砲丸投げの球が頭部に当たって記憶を失くした女神だったのだ。覚醒したなつみは、眞百合に男根を挿入。本気モードのなつみが怒張した巨根で突く度、悦びのあまり狂ったように泣き叫ぶ眞百合は、男根から大量の精液を噴出し続けた。その体内になつみが射精を終えた頃、眞百合の胸に咲いた花から、これまで女生徒たちから奪った多くのジュエルが出現。力を使い果たした眞百合は、本来の中学生のような少女の姿に戻っていた。

### スタッフ
- 原作 - よし天
- 監督 - 谷田部勝義
- 漫画 - 高速るい
- 音楽 - 忍
- 音楽協力 - アトリエピーチ
- 音響監督 - 金子政路
- キャスティング協力 - ひょうたん倶楽部
- CG着色 - ドリームジャパン
- 編集 - ナカジマりょう
- プロデューサー - GOLDEN BOY

### キャスト
- 神野なつみ - mona
- 黒曜院眞百合 – ももぞの薫
- 神坂めい - 春日アン
- 神無レイコ - 楠鈴音
- 友人、先生 – 森山いちご